# Because I Want You
Because I Want You è un singolo del gruppo musicale britannico Placebo, pubblicato il 6 marzo 2006 come primo estratto dal quinto album in studio Meds.
Il brano, uscito esclusivamente nel Regno Unito, è stato pubblicato in contemporanea con Song to Say Goodbye, quest'ultimo scelto dal gruppo come singolo apripista per il mercato internazionale.

## Tracce
CD promozionale (Regno Unito)
1. Because I Want You – 3:21
2. Because I Want You (Instrumental) – 3:21

CD (Regno Unito)
1. Because I Want You – 3:21
2. Because I Want You (Remixed by Russell Lissack of Bloc Party) – 4:26

CD maxi (Regno Unito)
1. Because I Want You – 3:21
2. 36 Degrees 2005 – 5:03
3. Because I Want You (Ladytron Club Mix) – 7:04
4. Because I Want You (Video) – 3:38
5. Because I Want You (Video) (Behind the Scenes) – 2:00

7" (Regno Unito)
- Lato A

1. Because I Want You – 3:21

- Lato B

1. Because I Want You (Ladytron Remix) – 3:47

Download digitale
1. Because I Want You – 3:21
2. Because I Want You (Ladytron Club Mix) – 7:04
3. Because I Want You (Demo Version) – 4:05
4. Because I Want You (Instrumental) – 3:21
5. Because I Want You (Remixed by Russell Lissack of Bloc Party) – 4:26

## Formazione
Gruppo
- Brian Molko – voce, chitarra, tastiera
- Stefan Olsdal – basso, chitarra, tastiera, cori
- Steve Hewitt – batteria

Produzione
- Dimitri Tikovoi – produzione
- James Brown – ingegneria del suono
- Dave Bascombe – missaggio
- Raj Das – assistenza tecnica ai RAK Studios
- Richard Woodcraft – assistenza tecnica ai RAK Studios
- Rob Smith – assistenza tecnica ai Sarm Studios
- Mark Neary – assistenza tecnica allo Snake Ranch
- Dan Porter – assistenza tecnica al Sanctuary Town House
- Tim Young – mastering

## Classifiche
| Classifica (2006) | Posizione massima |
| ----------------- | ----------------- |
| Regno Unito       | 13                |